# Prats-du-Périgord
Prats-du-Périgord település Franciaországban, Dordogne megyében. Lakosainak száma 144 fő (2022. január 1.). Prats-du-Périgord Orliac, Doissat, Besse, Saint-Cernin-de-l’Herm és Mazeyrolles községekkel határos.

## Népesség
A település népességének változása:
| Lakosok száma | 238  | 212  | 199  | 168  | 149  | 146  | 147  | 147  | 146  | 144  |
|               | 1968 | 1982 | 1990 | 2006 | 2013 | 2015 | 2017 | 2019 | 2020 | 2022 |